# Éric Pécout
Pour les articles homonymes, voir Pécout.
Éric Pécout, né le 17 février 1956 à Blois, est un footballeur international français évoluant au poste d'attaquant.

## Biographie
Remarqué en 1970 lors du concours du jeune footballeur alors qu'il jouait pour le club vendéen du FC Noirmoutier, il rejoint le centre de formation du FC Nantes et fait ses premiers pas en Division 1 à l'âge de 18 ans. En 1979 il rejoint l'équipe de France et offre la même année à son club la première Coupe de France de son histoire, grâce à un triplé inscrit lors de la finale contre Auxerre (4-1). Il est à ce jour le seul joueur, avec Jean-Pierre Papin, à avoir réalisé cet exploit en finale de Coupe de France, même s'il a marqué deux de ses buts lors de la prolongation.
Barré à son poste par l'arrivée de Vahid Halilhodžić, qu'il juge bien plus fort que lui, il s'engage avec l'AS Monaco pendant l'été 1981.
Recruté par le FC Metz en 1983, il y remporte une nouvelle Coupe de France le 11 mai 1984 (2-0, contre l'AS Monaco). Dans le contexte de la crise sidérurgique, cette victoire sportive de la Lorraine prend un relief particulier. Il rejoint ensuite le RC Strasbourg puis le Stade Malherbe de Caen en Division 2. Il mènera les Normands en Division 1 en 1988 (victoire en barrages face à Niort) avant de terminer sa carrière à Tours FC, en troisième division.
À la fin de sa carrière footballistique, il intègre l'équipe technique du Tours FC. Il est responsable du sponsoring puis directeur sportif du club. À la suite de la relégation administrative du club en 1993, il rejoint le PSG où il intègre la cellule de recrutement aux côtés de Boubacar Sarr et Alain Roche. En 2011, il est toujours chargé du recrutement au Paris Saint-Germain.

## Statistiques

### Générales
| Saison                | Club                  | Championnat           | Championnat | Championnat | Coupe(s) nationale(s) | Coupe(s) nationale(s) | Compétition(s) continentale(s) | Compétition(s) continentale(s) | Compétition(s) continentale(s) | Total | Total |
| Saison                | Club                  | Division              | M.          | B.          | M.                    | B.                    | Comp.                          | M.                             | B.                             | M.    | B.    |
| 1974-1975             | FC Nantes             | D1                    | 8           | 3           | -                     | -                     | -                              | -                              | -                              | 8     | 3     |
| 1975-1976             | FC Nantes             | D1                    | 8           | 1           | -                     | -                     | -                              | -                              | -                              | 8     | 1     |
| 1976-1977             | FC Nantes             | D1                    | 29          | 12          | 8                     | 1                     | -                              | -                              | -                              | 37    | 13    |
| 1977-1978             | FC Nantes             | D1                    | 32          | 14          | 7                     | 2                     | C1                             | 4                              | 0                              | 43    | 16    |
| 1978-1979             | FC Nantes             | D1                    | 30          | 22          | 10                    | 12                    | C3                             | 2                              | 0                              | 42    | 34    |
| 1979-1980             | FC Nantes             | D1                    | 34          | 13          | 2                     | 1                     | C2                             | 7                              | 7                              | 43    | 21    |
| 1980-1981             | FC Nantes             | D1                    | 15          | 8           | 4                     | 0                     | -                              | -                              | -                              | 19    | 8     |
| Sous-total            | Sous-total            | Sous-total            | 156         | 73          | 31                    | 16                    | -                              | 13                             | 7                              | 200   | 96    |
| 1981-1982             | AS Monaco             | D1                    | 20          | 11          | 4                     | 1                     | C3                             | 1                              | 0                              | 25    | 12    |
| 1982-1983             | AS Monaco             | D1                    | 18          | 6           | 3                     | 0                     | C1                             | 2                              | 0                              | 23    | 6     |
| Sous-total            | Sous-total            | Sous-total            | 38          | 17          | 7                     | 1                     | -                              | 3                              | 0                              | 48    | 18    |
| 1983-1984             | FC Metz               | D1                    | 29          | 8           | 10                    | 5                     | -                              | -                              | -                              | 39    | 13    |
| Sous-total            | Sous-total            | Sous-total            | 29          | 8           | 10                    | 5                     | -                              | -                              | -                              | 39    | 13    |
| 1984-1985             | RC Strasbourg         | D1                    | 37          | 12          | 1                     | 1                     | -                              | -                              | -                              | 38    | 13    |
| 1985-1986             | RC Strasbourg         | D1                    | 17          | 2           | 4                     | 1                     | -                              | -                              | -                              | 21    | 3     |
| Sous-total            | Sous-total            | Sous-total            | 54          | 14          | 5                     | 2                     | -                              | -                              | -                              | 59    | 16    |
| 1986-1987             | SM Caen               | D2                    | 21          | 13          | 2                     | 1                     | -                              | -                              | -                              | 23    | 14    |
| 1987-1988             | SM Caen               | D2                    | 29          | 5           | 7                     | 2                     | -                              | -                              | -                              | 36    | 7     |
| Sous-total            | Sous-total            | Sous-total            | 50          | 18          | 9                     | 3                     | -                              | -                              | -                              | 59    | 21    |
| 1988-1989             | Tours FC              | D3                    | 2           | 3           | -                     | -                     | -                              | -                              | -                              | 2     | 3     |
| Sous-total            | Sous-total            | Sous-total            | 2           | 3           | -                     | -                     | -                              | -                              | -                              | 2     | 3     |
| Total sur la carrière | Total sur la carrière | Total sur la carrière | 329         | 133         | 62                    | 27                    | -                              | 16                             | 7                              | 407   | 167   |

### Buts internationaux
| #   | Date             | Lieu                            | Adversaire      | Résultat | Compétition             | Détails | Détails        | Détails | Sél. |
| --- | ---------------- | ------------------------------- | --------------- | -------- | ----------------------- | ------- | -------------- | ------- | ---- |
| 1er | 17 novembre 1979 | Parc des Princes, Paris, France | Tchécoslovaquie | V 2 - 1  | Éliminatoires Euro 1980 | 67e     | du pied gauche | 1-0     | 2e   |

### Matchs internationaux
| Matchs internationaux d'Éric Pécout | Matchs internationaux d'Éric Pécout | Matchs internationaux d'Éric Pécout | Matchs internationaux d'Éric Pécout | Matchs internationaux d'Éric Pécout | Matchs internationaux d'Éric Pécout | Matchs internationaux d'Éric Pécout                                      |
| #                                   | Date                                | Lieu                                | Adversaire                          | Résultat                            | Compétition                         | Notes                                                                    |
| ----------------------------------- | ----------------------------------- | ----------------------------------- | ----------------------------------- | ----------------------------------- | ----------------------------------- | ------------------------------------------------------------------------ |
| 1                                   | 25 février 1979                     | Parc des Princes, Paris, France     | Luxembourg                          | V 3 - 0                             | Éliminatoires Euro 1980             | Entre en jeu à la place de Marc Berdoll à la 66e minute.                 |
| 2                                   | 17 novembre 1979                    | Parc des Princes, Paris, France     | Tchécoslovaquie                     | V 2 - 1                             | Éliminatoires Euro 1980             | Entre en jeu à la place de Bernard Lacombe à la 46e minute, puis buteur. |
| 3                                   | 27 février 1980                     | Parc des Princes, Paris, France     | Grèce                               | V 5 - 1                             | Match amical                        | Titulaire, remplacé par Yannick Stopyra à la 46e minute.                 |
| 4                                   | 26 mars 1980                        | Parc des Princes, Paris, France     | Pays-Bas                            | N 0 - 0                             | Match amical                        | Titulaire.                                                               |
| 5                                   | 23 mai 1980                         | Stade Central Lénine, Moscou, URSS  | Union soviétique                    | D 0 - 1                             | Match amical                        | Entre en jeu à la place de Bernard Lacombe à la 62e minute.              |

## Palmarès

### En club
- Champion de France en 1977, en 1980 avec le FC Nantes et en 1982 avec l'AS Monaco[7]
- Vainqueur de la Coupe de France en 1979 avec le FC Nantes et en 1984 avec le FC Metz
- Vainqueur de la Coupe Gambardella en 1974 avec le FC Nantes
- Champion de France de Division 3 en 1974 avec la réserve du FC Nantes
- Vice-champion de France en 1978, en 1979 et en 1981 avec le FC Nantes

### Enéquipe de France
- 5 sélections et 1 but entre 1979 et 1980[7]

### Distinction individuelle
- Meilleur buteur de la Coupe de France en 1979  avec le FC Nantes (12 buts)
- 2e meilleur buteur du championnat de France en 1979 (22 buts)